# Shark Waters
Shark Waters ist ein US-amerikanischer Tierhorrorfilm aus dem Jahr 2022 von Jadon Cal nach einem Drehbuch von M. L. Miller. Produziert wurde der Film von The Asylum.

## Handlung
Jose schenkt seiner Tochter Lucia einen Trip auf einer Motoryacht im Atlantik vor Florida. Begleitet wird sie von ihren Freunden. Aufgrund der Überfischung an den Küsten Floridas finden sie keine Fischschwärme vor. Daher bestechen sie den Kapitän und seinen Gehilfen Shatto mit Geld, damit diese mit der Yacht auf das offene Meer hinausfahren, wo man noch mit Fischschwärmen tauchen könnte. Während sie auf das offene Meer zusteuern, werden sie schon bald von einigen Haien begleitet. Wenig später kommt es zu ersten Haiangriffen auf Schwimmer und Jet-Ski-Fahrer. Während Lucia und ihre Freunde im Meer schwimmen, werden auch sie von einem Weißen Hai angegriffen. Durch das Blut im Wasser werden weitere Haie angelockt.
Daher entscheidet Kapitän Banning, das offene Meer zu verlassen und sich wieder Richtung Küste zu begeben. Die Haie beginnen nun mit gezielten Angriffen auf das Schiff und beschädigen sowohl das Ruder als auch die am Schiff montierte Funkanlage. Daher ist das Schiff wenig später manövrierunfähig und die Crew kann niemanden anfunken. Weitere Haiattacken später kommt es zu einem Leck am Schiff, sodass es zu sinken droht. Während der weiteren Fahrt läuft die Yacht schließlich auf einem Riff auf. Lucia, die währenddessen über ihr Handy ihren Vater erreichen konnte, geht bei einem weiteren Haiangriff über Bord. Nur ihr am Unglücksort eintreffender Vater kann Schlimmeres verhindern.

## Hintergrund

### Produktion
Die Dreharbeiten fanden überwiegend in Tampa in Florida und angrenzenden Küstenregionen statt. In der männlichen Hauptrolle ist Jim Fitzpatrick, Vater des Regisseurs Jadon Cal, zu sehen. Die weibliche Hauptrolle wurde mit Meghan Carrasquillo besetzt.

### Veröffentlichung
Der Film feierte ab dem 12. August 2022 bis zum 18. August 2022 in ausgewählten Kinos in den USA seine Premiere. So wurde der Film unter anderen im Laemmle Royal in Los Angeles, dem Hickory Ridge Cinemas in Brunswick, im Trylon Cinema in Minneapolis, dem O Cinema South Beach in Miami Beach sowie dem Aurora Cineplex in Roswell gezeigt. Außerdem erschien der Film ab dem 12. August 2022 als Video-on-Demand. In Deutschland startete er am 24. März 2023 in den Videoverleih und erschien als DVD und Blu-ray Disc. Im Vereinigten Königreich erschien der Film unter dem Titel Shark Frenzy.

## Rezeption
Für Movies and Mania ist der Film ein „weiterer unglaublicher Hai-Exploration-Film aus der Assylum-Filmschmiede“ und wird mit drei Sternen bewertet.
Oliver Armknecht für Film-Rezensionen kritisiert die Darstellung der Haie und findet, dass diese auch vom „Grabbeltisch“ hätte sein können. Die Darstellung von Blut im Wasser wird ebenfalls bemängelt. Er kritisiert außerdem die schauspielerische Leistung und vermutet, dass „bei der Einstellung lediglich Wert darauf gelegt wurde, dass die Leute schön im Wasser strampeln können“. Er bezeichnet den Film „inhaltlich wie inszenatorisch als ein Totalausfall“ und bemängelt, dass es an wirklich spannenden Szenen fehle. Final vergibt er 2 von 10 möglichen Punkten und befindet als Fazit, „dass The Asylum keine bekannten Vorlagen braucht, um Schrott zu produzieren. Die Haiauftritte wirken wie Präsentationen mit dem Overhead-Projektor, auf dem Folien übereinandergelegt werden. Inhaltlich darf man von dem Horrorfilm ohnehin nichts erwarten.“
Aufgrund zu weniger Bewertungen hat der Film auf Rotten Tomatoes keine Wertung. In der Internet Movie Database hat der Film bei über 225 Stimmenabgaben eine Wertung von 2,5 von 10,0 möglichen Sternen (Stand: Juni 2023).